# Джандар (Сирия)
Джандар (араб. جندر‎) — населенный пункт в центральной части Сирии, административно входящее в состав провинции Хомс.

## Местоположение
Джандар располагается в 30 километрах к юго-востоку от Хомса. Близлежащие населенные пункты: Аль-Кусейра на западе, Самсин на севере, Дардагхан на востоке и Хайсах на юге.
По данным Центрального статистического Бюро Сирии (ЦСБ) Джандар имел население в 3423 человека согласно переписи 2004 года.
В 2008 году в Джандаре построен первый сахарный завод.